# Neue Strombrücke Magdeburg
Die Neue Strombrücke ist eine Straßenbrücke über die Elbe in Magdeburg. Sie verbindet die Magdeburger Altstadt mit der Elbinsel Rotehorn und dem dort befindlichen Stadtteil Werder. Das Bauwerk verfügt neben zwei Spuren für den Straßenbahnverkehr über vier Fahrstreifen für den motorisierten Individualverkehr und beidseitige Geh- und Radwege. Die 1965 eingeweihte Brücke überspannt die Elbe bei Flusskilometer 326,53.

## Geschichte
Die erste urkundliche Erwähnung einer Brücke in diesem Bereich datiert aus dem Jahr 1275 anlässlich des Bauwerkeinsturzes während einer Prozession im Winter 1275. Es sollen bis zu 300 Menschen dabei ertrunken sein.:S. 109
1450 wurde eine steinerne Brücke fertiggestellt. Im Zuge der Zerstörung Magdeburgs im Dreißigjährigen Krieg im Jahr 1631 wurden auch die Brücken über die Arme der Elbe beschädigt. Die Kurze Brücke über die heutige Stromelbe wurde bereits ab Juli 1632 wieder instand gesetzt. Die weiterführenden Brücken über die heutige Alte Elbe blieben jedoch zunächst zerstört und wurden bis 1666 schrittweise erneuert. Als Behelf dienten Schiffsbrücken.
Seit Anfang des 19. Jahrhunderts bestand die Brücke am westlichen Ende aus einem langen steinernen Widerlager und zwei steinernen Gewölben. Die restliche Breite der Flusses wurde mit einer hölzernen Jochbrücke überspannt.:S. 111
In den Jahren 1861 und 1862 erfolgte der Bau einer neuen Strombrücke, die in direkter Verlängerung der Johannisbergstraße die Elbe überspannte. Sie wurde am 4. November 1862 feierlich eingeweiht. Die Baukosten betrugen 176.066 Taler. Aufgrund von Bauauflagen der preußischen Militärbehörden entstanden am westlichen Ufer zur Verteidigung zusätzlich zwei Brückentürme. Mit nur noch zwei auf Pfählen gegründeten Pfeilern in der Elbe überspannte die eiserne Brücke den Fluss. Die Konstruktion bestand aus oberhalb der Fahrbahn, seitlich angeordneten Fachwerkträgern. Die Breite betrug zwischen den Hauptträgern 9,0 Meter. Die mittlere Öffnung hatte eine lichte Breite von 45 Metern. Etwa 20 Jahre später folgte für die Überführung von zwei Straßenbahngleisen ein Umbau der Brücke. Die zwischen den Hauptträgern angeordneten Gehwege wurden nach außen verlegt.:S. 113
Im Jahr 1862 und am 13. Oktober 1913 ereigneten sich an der Brücke Schiffsunglücke. 1936 erfolgten Planungen für den Bau einer Neuen Strombrücke. Diese sollte als pfeilerlose Bogenbrücke mit 128 Meter Stützweite südlich neben der bisherigen Brücke errichtet werden. Vor Beginn des Zweiten Weltkrieges kam es noch zum Bau der Widerlager, die weiteren Arbeiten wurden jedoch kriegsbedingt eingestellt. Die zwischengelagerten Bogenteile, die 1939 angeliefert worden waren, wurden ab 1947 bei dem Aufbau der Wilhelm-Pieck-Brücke verwendet.:S. 116
Am 16. April 1945, kurz vor Kriegsende, wurde die bisherige Strombrücke von der sich nach Osten zurückziehenden Wehrmacht zerstört. Das Vordringen US-amerikanischer Truppen über die Elbe nach Osten sollte damit verhindert werden. Nach Kriegsende entstand zunächst eine Behelfsbrücke, über die seit dem 29. April 1946 auch wieder Straßenbahnen fuhren.
Die Arbeiten für die Neue Strombrücke begannen am 15. April 1962 im Vorgriff eines neuen Strombrückenzuges südlich der Bestandsbrücke, die Einweihung folgte am 6. Oktober 1965. Die Baukosten betrugen 17 Millionen Mark der Deutschen Notenbank.:S. 117 Eine Generalinstandsetzung wurde 1996 durchgeführt. Dabei wurden unter anderem die Steifen auf den Bodenblechen im Druckbereich der Hohlkästen verstärkt, ein neuer Fahrbahnbelag eingebaut, die Fertigbetonplatten im Gehwegbereich durch ein ausgesteiftes Stahlblech ersetzt und die Rillenschienen der Straßenbahn neu verlegt.:S. 122
Im Jahr 2006 mussten zwei Fahrstreifen auf Grund festgestellter Schäden am östlichen Auflager und der Ergebnisse einer statischen Nachrechnung gesperrt werden.
Für geplante 22 Mio. Euro Kosten begannen am 1. April 2022 umfangreiche Sanierungsarbeiten, die bis Ende 2023 dauerten. Die ursprüngliche Nutzbarkeit sollte durch die Ertüchtigung wiederhergestellt werden, um die Verkehrsachsenfunktion gemeinsam mit der Königin-Editha-Brücke und der Kaiser-Otto-Brücke zu erreichen. Die Arbeiten umfassten unter anderem den Austausch der 16 Brückenlager, die Verstärkung der Haupt- und Querträger des Stahlüberbaus durch aufgeschweißte Lamellen (etwa 330 Tonnen) und den Teilneubau des östlichen Widerlagers. Im Jahr 2024 lautete die Kostenprognose für die Sanierung 27 Mio. Euro, 2014 betrugen die geplanten Baukosten rund 8,2 Mio. Euro.

## Konstruktion
Das Bauwerk ist eine gevoutete, stählerne Deckbrücke mit einer orthotropen Fahrbahnplatte. Es ist 30 Meter breit und besteht in Querrichtung aus zwei 3,4 Meter breiten Hohlkästen mit einem lichten Abstand von 11,2 Metern. Die Kastenhöhe schwankt zwischen 3,2 Meter in Brückenmitte und 5,0 Meter über den Pfeilern. Die Gesamtstützweite beträgt (81,5 Meter + 130,0 Meter + 46 Meter =) 257,5 Meter, wodurch die 120 Meter breite Elbe ohne Pfeiler im Flusslauf überspannt wird. In Längsrichtung ist das statische System der Brücke ein Durchlaufträger. Allerdings ist die Stützweite des östlichen Randfeldes aufgrund der Topografie im Verhältnis zur Stützweite des mittleren Feldes so kurz, dass am östlichen Brückenauflager auch abhebende Kräfte auftreten. Daher wurden dort 1965 vier sogenannte Gabelpendellager eingebaut, die allerdings nicht für die Aufnahme der Temperaturverformungen quer zur Brückenachse ausgelegt waren. Dies führte zu Rissen in den Gabeln. Außerdem wurden die Lager teilweise aus der Widerlagerwand ausgerissen. Daher wurden 2023 die Widerlager erneuert und entsprechend konstruierte Zug-Druck-Kalottenlager eingebaut. Bei der Herstellung der Brücke wurde 1965 je eine Hälfte der Stahlkonstruktion an einem Elbufer zusammengebaut und von dort aus in die endgültige Lage in Längsrichtung verschoben.:S. 117 Die tragende Konstruktion hatte eine Stahlmasse von 2544 Tonnen.:S. 119

## Historische Bilder

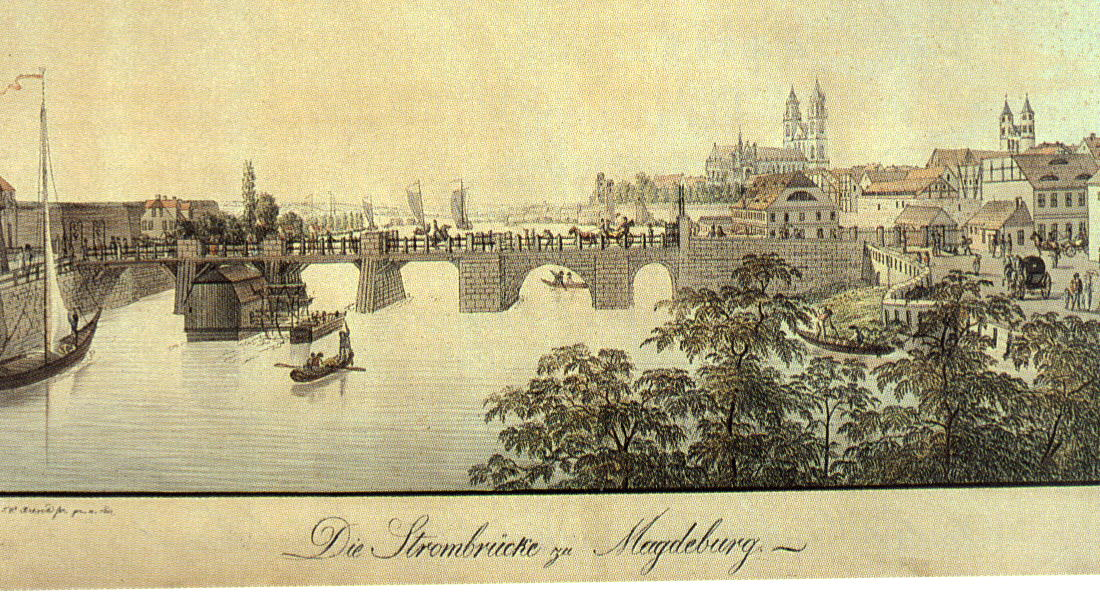
Strombrücke im Jahr 1810
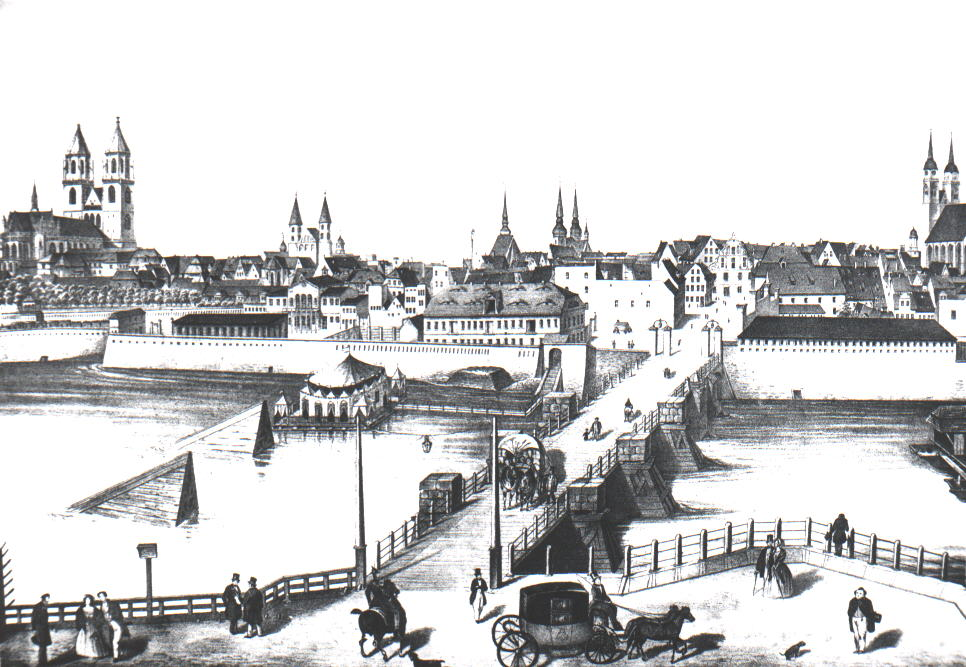
Strombrücke im Jahr 1840
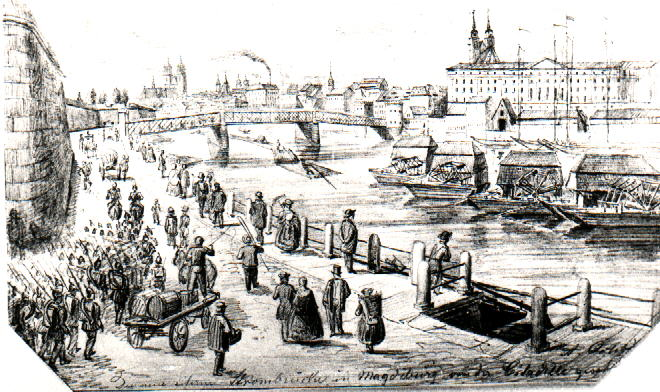
Einweihung der „neuen“ Strombrücke am 4. November 1862
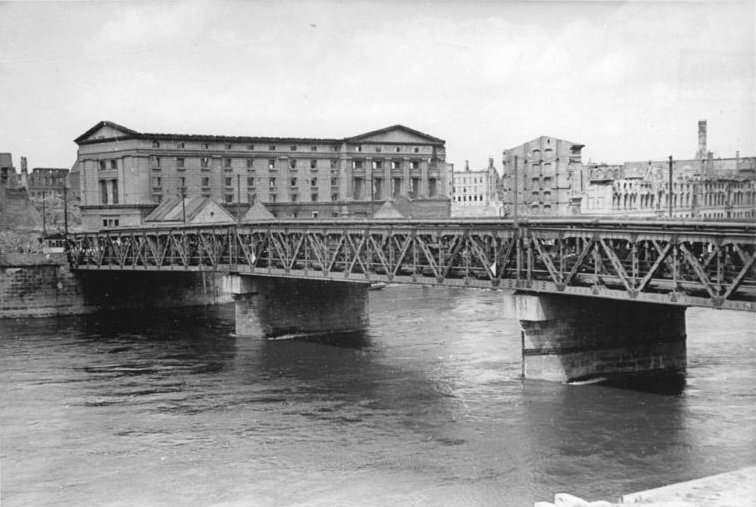
Strombrücke 1949
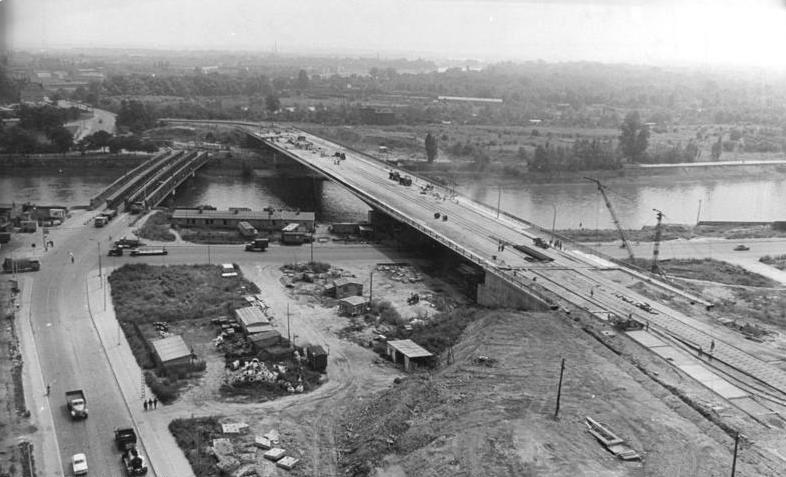
Bau der Strombrücke (rechts), links die Behelfsbrücke, 1965